# Tuscarawas County
Tuscarawas County är ett administrativt område i delstaten Ohio, USA, med 92 582 invånare. Den administrativa huvudorten (county seat) är New Philadelphia. 

## Geografi
Enligt United States Census Bureau har countyt en total area på 1 480 km². 1 470 km² av den arean är land och 10 km² är vatten.      

### Angränsande countyn
- Stark County - norr
- Carroll County - nordost
- Harrison County - sydost
- Guernsey County - söder
- Coshocton County - sydväst
- Holmes County - nordväst

### Städer och samhällen
- Baltic (delvis i Coshocton County, delvis i Holmes County)
- Barnhill
- Bolivar
- Dennison
- Dover
- Gnadenhutten
- Midvale
- Mineral City
- Newcomerstown
- New Philadelphia (huvudort)
- Parral
- Port Washington
- Roswell
- Stone Creek
- Strasburg
- Sugarcreek
- Tuscarawas
- Uhrichsville
- Zoar